# Энджи (фильм, 1994)
«Энджи» — американская комедийная драма 1994 года.

## Сюжет
Энджи обнаруживает, что беременна, но отказывается выйти замуж за будущего отца ребёнка, считая, что должна полагаться только на себя.

## О фильме
Режиссёром фильма стала Марта Кулидж, а в главной роли снялась Джина Дэвис. Кинофильм основан на романе Эвры Уинг «Энджи, я говорю» 1991 года, который вошёл в список «100 известных книг года», составленный The New York Times.
Изначально главную роль в фильме должна была играть Мадонна. Когда выяснилось, что дата съёмок совпадает с началом работ над картиной «Опасная игра», артистка попросила отложить запуск производства, но продюсер Джо Рот отказался, отдав роль другой актрисе. Впоследствии Мадонна послала Роту разгневанное письмо, обвинив продюсера в том, что он сомневался в её актёрских способностях: «Я понимаю, почему вы посчитали Джину Дэвис более подходящей кандидатурой. В конце концов, она итальянка, это даёт ей преимущество. С моей стороны было глупо предполагать, что я могу сыграть такого ранимого персонажа после всех тех ролей, что у меня были до этого. Я должна оставаться в сточной канаве, где мне самое место, работать с отребьем вроде Абеля Феррары и испытывать ненависть широкой публики». Реакция Рота была сдержанной: «Мадонна не смогла высвободить своё время для съёмок, это её личное дело».
Фильм получил от критиков смешанные и отрицательные отзывы и провалился в прокате, собрав всего 9,4 миллиона долларов при бюджете 26 миллионов.

## В ролях
- Джина Дэвис — Энджи Скассопинсьери
- Стивен Ри — Ноэль Риордан
- Джеймс Гандольфини — Винни
- Аида Туртурро — Тина
- Филип Боско — Фрэнк Скассопинсьери
- Дженни О’Хара — Кэти
- Майкл Рисполи — Джерри
- Бетти Миллер — Джоан